# Но Му Хьон
Но Му Хьон (кор. 노무현, 盧武鉉, No Mu-hyeon, No Muhyŏn; 6 серпня 1946 — 23 травня 2009) — корейський політик, дев'ятий президент Республіки Корея.
12 березня 2004 року парламент країни оголосив йому імпічмент, проте 14 травня того ж року конституційний суд скасував це рішення.

## Життєпис
Народився в 1946 в Кімхе (провінція Південна Кьонсан). Закінчив Пусанське торгове училище в 1966 році. З 1968 по 1971 служив у сухопутних військах.
У 1975 склав державний іспит на право займатися юридичною діяльністю. У 1977 став суддею Теджонського окружного суду. У 1978 — адвокатом. З 1981 в своїй адвокатській практиці спеціалізувався на правах людини.
У 1985 став одним з лідерів організації «Пусанська демократична громадська рада». У 1987 вибраний головою виконкому пусанського відділення «Громадського руху за ухвалення демократичної конституції». У 1987 був арештований і тимчасово позбавлений адвокатської ліцензії. З 1988 року Но Му Хьон — депутат парламенту від Демократичної партії національного об'єднання («Тхоніль мінчжудан»).
У 1988 здобув популярність, працюючи в спеціальній комісії з розслідування порушень законності. З 1991 — спікер Об'єднаної демократичної партії («Тхонхап мінчжудан»). У 1995 балотувався на посаду мера Пусана. У 1996 балотувався до парламенту, але цього разу в нього не пройшов.
У 1997 став заступником голови партії «Національний конгрес за нову політику» (НКНП), що очолювалася Кім Де Чжуном (Kim Dae-jung). У 1998 пройшов до парламенту під час додаткових виборів по округу Чонно в Сеулі від НКНП.
З серпня 2000 по березень 2001 був міністром морського господарства та рибальства.
Но Му Хьон займав пост президента Південної Кореї з 2003 по 2008 рік. Протягом цього терміну він успішно продовжував політику зближення з КНДР свого попередника, лауреата Нобелівської премії миру Кім Де Чжуна, але піддавався критиці усередині країни за подорожчання житла, зростання безробіття і збільшення прірви між бідними і багатими.
Після президентства Но Му Хьон був замішаний в корупційному скандалі — його звинуватили в хабарництві. Екс-президента підозрювали в тому, що він узяв у бізнесмена хабар у розмірі більше шести мільйонів доларів.
23 травня під час походу в гори Но Му Хьон впав з скелі в міжгір'я. Він отримав серйозні поранення і незабаром помер. Одразу було висловлено припущення про самогубство. У знайденій незабаром передсмертній записці колишній президент Південної Кореї написав, що переживає важкі часи і «ускладнив життя дуже багатьом людям».
Одружений, мав сина і дочку.